# Linea 6 (metropolitana di Madrid)
La linea 6 della metropolitana di Madrid è una linea circolare che tocca due volte tutte le linee della rete ad eccezione delle linee 11 e 8 (che partono dalla circolare e non la attraversano), e delle linee periferiche. È indicata con il colore grigio.

## Storia
La sua inaugurazione risale all'11 ottobre 1979 e l'ultimo prolungamento al 26 gennaio 2007.

## Stazioni
Accanto a ogni stazione presente nella tabella sono indicati i servizi presenti e gli eventuali interscambi; tutte le stazioni sono dotate di accessi per disabili.
| Unknown route-map component "utCONTg" |

| Unknown route-map component "utHSTACC" |

| Unknown route-map component "utHSTACC" |

| Urban tunnel stop on track |

| Unknown route-map component "utHSTACC" |

| Unknown route-map component "utHSTACC" |

| Unknown route-map component "utHSTACC" |

| Unknown route-map component "utCONTf" |

## Servizi

### Orari
Il servizio inizia, su tutte le linee, alle 6:05 e termina all'1:30

### Accessibilità
Non tutte le stazioni della metropolitana madrilena permettono un facile accesso alle persone con disabilità motoria, infatti ad oggi la linea 6 è tra le linee meno accessibili a persone con difficoltà motorie, insieme con le linee 1, 2, 4, 5 e 9. Sulle 28 stazioni di cui è composta la linea solamente 14 sono accessibili alle persone con disabilità motoria.